# 巴什波祖克

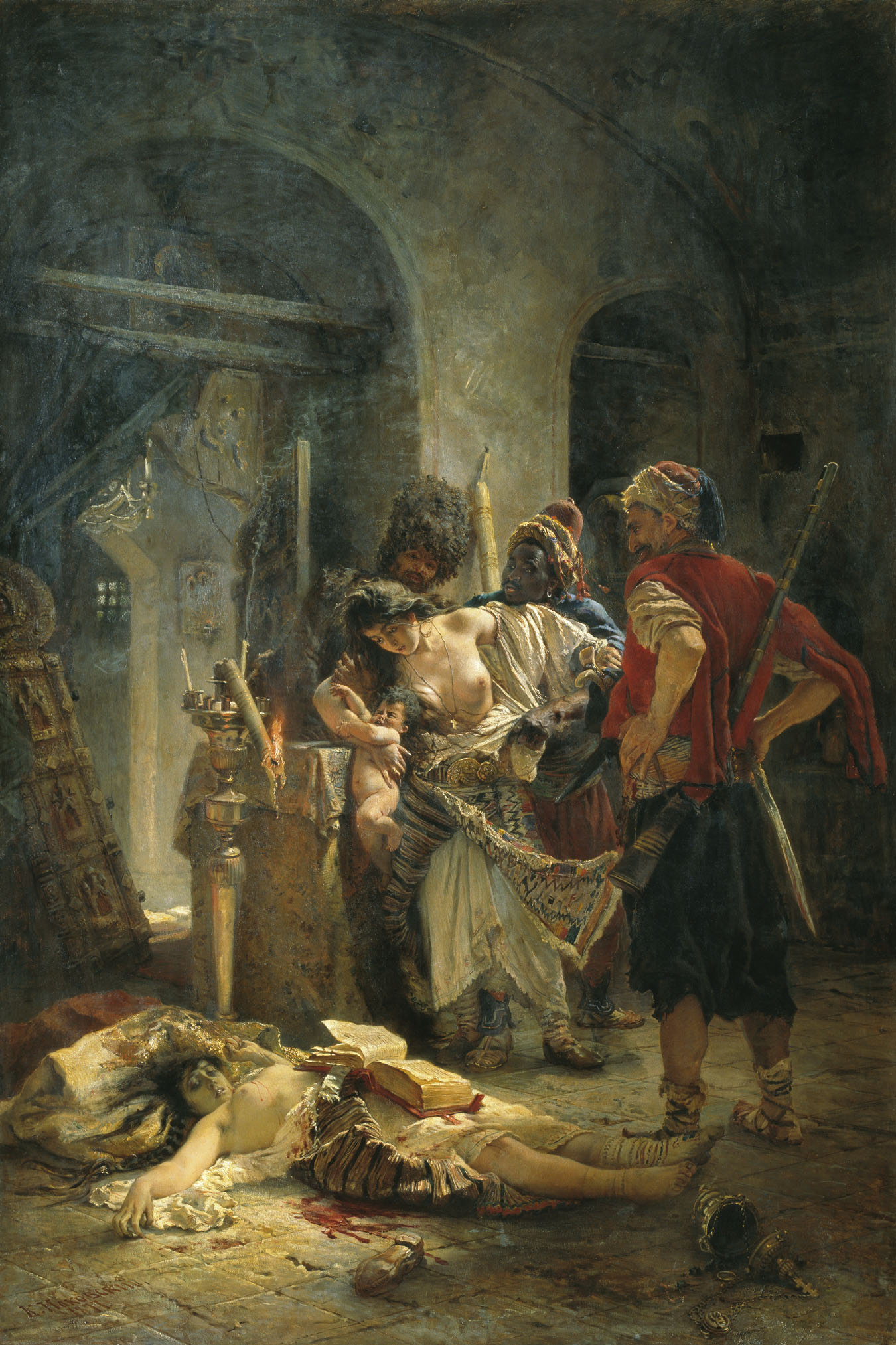
俄国画家康斯坦丁·马科夫斯基的作品《保加利亚的遇难女性》（The Bulgarian martyresses），描绘了四月起义期间巴什波祖克强奸保加利亚妇女的情景。

巴什波祖克（土耳其語：başıbozuk，意为“堕落的首领”或“无首领的”）指奥斯曼帝国在局部冲突中使用的雇佣军或非正规部队，因其残忍的掠夺行为、缺乏组织纪律和野蛮的杀戮而闻名。该词最早是形容从奥斯曼帝国各省流浪到伊斯坦布尔的无家可归的乞丐，后来泛指所有非军人的穆斯林臣民，最后专指附属于正规军队的，但是却由独立的指挥官指挥、自备武器和马匹的非正规志愿军（步兵和骑兵）。